# تولوکودی کودیئیروپو
تولوکودی کودیئیروپو (به لاتین: Thullukudi Kudiyiruppu) یک منطقهٔ مسکونی در سری‌لانکا است که در استان شمالی (سری‌لانکا) واقع شده‌است.